# Daniel Cheribo
Daniel Cheribo Kiplagat (1981) is een Keniaanse atleet, die is gespecialiseerd in de marathon. In 2004 won hij de marathon van Milaan in een persoonlijke recordtijd van 2:08.38.

## Persoonlijke records
| Onderdeel      | Prestatie | Datum             | Plaats            |
| -------------- | --------- | ----------------- | ----------------- |
| halve marathon | 1:02.07   | 26 september 2004 | Toscolano-Maderno |
| marathon       | 2:08.38   | 28 november 2004  | Milaan            |

## Palmares

### halve marathon
- 2004:  halve marathon van Toscolano Maderno - 1:02.06
- 2005:  halve marathon van Prato - 1:02.13
- 2005: 4e halve marathon van Toscolano Maderno - 1:04.21

### marathon
- 2000:  marathon van Odense - 2:14.17
- 2001: 4e marathon van Dubai - 2:14.10
- 2001:  marathon van Odense - 2:18.26
- 2002: 6e marathon van Stockholm - 2:25.18
- 2003:  marathon van Otterndorf - 2:23.20
- 2003:  marathon van Odense - 2:21.36
- 2004:  marathon van Turijn - 2:10.57
- 2004:  marathon van Milaan - 2:08.38
- 2005: 5e marathon van Parijs – 2:10.15
- 2005: 13e marathon van Milaan – 2:20.48
- 2009: 11e marathon van Hamburg – 2:20.20